# Cerocala megalesia
Cerocala megalesia är en fjärilsart som beskrevs av Griveaud och Pierre E.L. Viette 1961. Cerocala megalesia ingår i släktet Cerocala och familjen nattflyn. Inga underarter finns listade i Catalogue of Life.